# 西游记后传
《西游记后传》是导演李源以《西游记》的故事为背景，拍摄的一部30集古装神话电视连续剧。主要讲述唐僧师徒取经归来后，得知如来圆寂，魔头无天借此机会想统治三界，最终被孙悟空舍身除掉的故事。本剧于2000年在中国各地电视台播出。

## 演员表
| 演员   | 角色     | 简介 |
| 曹荣   | 孙悟空   | 斗战胜佛→南无大圣舍利尊王佛 唐僧的徒弟之一，西遊記中的人物之一，牛魔王的結拜兄弟，曾是齐天大聖，喬靈儿的好友，哪吒的伙伴。 |
| 闾汉彪 | 猪八戒   | 净坛使者菩萨→木母金莲佛 唐僧的徒弟之一，西遊記中的人物之一，哪吒的伙伴。 |
| 黄海冰 | 唐 僧    | 旃檀功德佛→无量功德佛 孫悟空与豬八戒及沙僧的師父，西遊記中的人物之一。 |
| 李京   | 沙和尚   | 南无八宝金身罗汉菩萨→金身光王佛 唐僧的徒弟之一，西遊記中的人物之一。 |
| 张志伟 | 小白龙   | 八部天龙广力菩萨→金身广力龙祖佛 唐僧的座騎，幻化成人，是西海龍王之子，逕河龍王的姪子，西遊記中的人物之一。 |
| 吴 健  | 乔灵儿   | 乔家庄少爷，如来佛祖在人界的转世，白蓮花之夫，碧游的戀人，孫悟空的好友。 |
| 黑 子  | 无 天    | 紧那罗菩萨→摩罗→无天佛祖→摩罗 魔界大圣，阿羞的愛人，原為优婆罗陀的大护法緊那羅菩萨，神似白衣無天，与白衣無天是對立者，但白衣無天是他的善念化身，憤恨與三界的不公，墮入魔道，並取代如來佛祖佔據靈山，統治三界達三十三年，最后被孫悟空融合十七顆舍利子擊敗。 |
| 馬雅舒 | 白莲花   | 人界女土匪首领→白莲圣母菩萨 乔灵儿的妻子，巨蠍的徒弟，后為唐僧的徒弟，善良耿直，已將巨蠍視為仇人，最后杀了巨蠍成功。 |
| 涓 子  | 碧 游    | 东华山仙女→护法禅菩萨 乔灵儿的恋人，東華帝君的徒弟，后為唐僧的徒弟，喜歡喬靈儿，曾視白蓮花為情敵，后與白蓮花化敵為友，最後杀了黑袍成功。 |
| 邱 悦  | 哪 吒    | 三坛海会大神，機智果敢。孫悟空与豬八戒的伙伴。 |
| 马杰林 | 黑 袍    | 大天王殿殿主 蛇精，无天部下，魔界大護法，巨蠍的搭擋，兇狠殘暴，无恶不作，任職大天王殿殿主，殘忍殺害喬靈儿全家，是喬靈兒的仇人，最終被碧游所杀。 |
| 刘莹   | 巨 蝎    | 将军殿殿帥 蝎子精，无天部下，魔界右護法，黑袍的搭擋，白蓮花的师傅，表面對白蓮花關懷備至，實際上心腸狠毒，任職將軍殿殿帥，利用白蓮花當做人質截獲了喬靈兒，最終劫數難逃被白蓮花所杀。                                                                        |
| 单联丽 | 赢 妖    | 藏经閣掌使 无天部下，魔界護法之一，是葫蘆里修練的妖怪，法力高強，善使單刀，足智多謀，任職藏經閣掌使，最終在藏经閣被孫悟空所杀。 |
| 于月仙 | 五 真    | 趁地府大亂逃到人間陈官镇的女鬼，陳元坤之女，個性張狂毒辣。喜歡喬靈儿，后被白蓮花所殺。 |
| 郝一平 | 如 来    | 佛界領袖，法力無邊。在無天來襲時，投胎凡間。 |
| 傅羽佳 | 观 音    | 佛門中人，慈悲為懷，一直相助唐三藏、孫悟空一行。 |
| 李軍   | 燃燈古佛 | 萬法之宗。明是非，辨忠奸，在佛界地位超然。 |

## 职员表
- 出品人：李安军
- 制作人：李源、李蓁、王领、费云、容建林、李西京、高小毛、柴文志、王岱、梁石彦、杨健
- 总监制：任贤良 延艺云
- 监制：任贤良、延艺云、李耀武
- 总协调：张国禄
- 制作统筹：吴毅
- 美工：毛怀清、马改娃、郭燕峰
- 文学统筹：武元
- 电脑特技：白小俊、曹荣
- 电脑制作：宫谊凡、张小强、潜雪芬、李欣、刘利、邱锐、叶德勇、曾炯、范杰
- 化妆设计：刘晓东、马淑英、王丹玲、赵华、王志光
- 视音频技术：韩琛、张云明、王晓明
- 头饰：蒋龙才
- 烟火：郭岩
- 动效：魏俊、华兰海
- 财务统筹：李洁、杨民
- 统筹助理：李斌

## 奖项
| 奖项                 | 类别           | 名字           | 结果 |
| -------------------- | -------------- | -------------- | ---- |
| 第18届中国电视金鹰奖 | 美术片类最佳奖 | 《西游记后传》 | 獲獎 |

## 相关
曹荣在本剧中自导自演，在这之前他担任了《西游记续集》的动作导演。
本剧在南京、云南、江苏等地播出后获得了较高收视率，但在北京的收视并不是太好。
2015年，编剧钱雁秋以本剧故事改编而成的电视剧《石敢当之雄峙天东》播出。

## 评价
导演曹荣表示“打斗场数和特技量比补集增加一倍”而实际上，电视剧中几乎所有的打斗部分都要连续重复播放三遍（包括正序，反序播放）以上，一些特写镜头还要从几种不同的拍摄角度来展示。这一点普遍使观众不满，但在鬼畜视频兴起时，《西游记后传》又被称为“鬼畜鼻祖”，网路上也有纯剧情向的无鬼畜版本出现。
整个剧中颠覆了西游记的理念，从顽劣不堪、任性调皮到正义勇敢、舍己为人的孙悟空，从丑陋异常到英俊潇洒的猪八戒，从佛学理论到领略了武学真谛的唐三藏，从胆小弱势到后来担负重担，勇猛冲锋的沙悟净。此剧的片头曲《我欲成仙》和片尾曲《相思》广受好评。